# Glen Gardner
Glen Gardner és una població dels Estats Units a l'estat de Nova Jersey. Segons el cens del 2007 tenia 1.958 habitants.

## Demografia
Segons el cens del 2000, Glen Gardner tenia 1.902 habitants, 805 habitatges, i 474 famílies. La densitat de població era de 470,7 habitants/km².
Dels 805 habitatges en un 32,9% hi vivien nens de menys de 18 anys, en un 46,6% hi vivien parelles casades, en un 9,7% dones solteres, i en un 41,1% no eren unitats familiars. En el 34,2% dels habitatges hi vivien persones soles el 8,6% de les quals corresponia a persones de 65 anys o més que vivien soles. El nombre mitjà de persones vivint en cada habitatge era de 2,33 i el nombre mitjà de persones que vivien en cada família era de 3,07.
Per edats la població es repartia de la següent manera: un 25,3% tenia menys de 18 anys, un 6% entre 18 i 24, un 41,2% entre 25 i 44, un 19,8% de 45 a 60 i un 7,6% 65 anys o més.
L'edat mediana era de 35 anys. Per cada 100 dones de 18 o més anys hi havia 89,7 homes.
La renda mediana per habitatge era de 59.917 $ i la renda mediana per família de 75.369 $. Els homes tenien una renda mediana de 50.776 $ mentre que les dones 40.179 $. La renda per capita de la població era de 28.647 $. Aproximadament el 4,2% de les famílies i el 4,5% de la població estaven per davall del llindar de pobresa.

## Poblacions més properes
El següent diagrama mostra les poblacions més properes.